# Allée des Freesias
Pour les articles homonymes, voir Freesias.
L'allée des Freesias (en néerlandais : Freesiadreef) est une rue bruxelloise de la commune de Schaerbeek qui va du carrefour de l'avenue des Glycines, de la rue Caporal Claes et de la drève Recteur Van Waeyenbergh (carrefour nommé depuis 2010 placette du Peuplier) à l'avenue Gustave Latinis en passant par le chemin du Forgeron.

## Histoire et description
Le freesia est une plante monocotylédone à bulbe originaire d'Afrique du Sud, cultivée pour ses fleurs très odorantes, aux couleurs variées (fleurs blanches, jaunes ou pourpres). Il appartient à la famille des Iridacées. Son nom date de 1866, et lui a été donné par le botaniste Ecklon en l'honneur d'un médecin allemand appelé Freese.
L'allée des Freesias fait partie du quartier des fleurs. La numérotation des habitations va de 1 à 5 pour le côté impair et de 4 à 28 pour le côté pair.